# Carla Cox
Carla Cox (Brno, 25 de mayo de 1984) es una actriz pornográfica checa. Creció en Eslovaquia, cuando ambas naciones estaban unidas en la ya desaparecida Checoslovaquia. En su juventud, regresó a la República Checa, donde asistió brevemente a la Universidad, estudios que compaginó con un trabajo como camarera.

## Carrera
Carla inició sus actividades en la industria pornográfica en 2006, a los 22 años de edad. A lo largo de su carrera, también era conocida como Zuzana, Manaon, Caroline Halston, etc. Ha aparecido en diversos filmes para estudios, como Doghouse Digital, 21Sextury, Devil's Film y Evil Angel, aunque sea conocida principalmente por el trabajo que hace con el estudio europeo Private.

## Premios y nominaciones
- 2011: AVN Award – Best Group Sex Scene – Slutty & Sluttier 11 — nominada[4]
- 2011: AVN Award – Best Group Sex Scene – Tori, Tarra and Bobbi Love Rocco — nominada[4]
- 2011: AVN Award – Female Foreign Performer of the Year — nominada[4]

## Filmografía (parcial)
- Cream Pie Orgy 4 (2007)
- Only Blondes 2 (2010)
- Secretaries 3 (2010)
- Russian Institute 13: Gang Bang (2010)
- Perverted Planet 6 (2010)
- Family Affairs: Volumen 1 (2010)
- Hard Day's Work (2010)
- I Love Big Toys 28 (2010)
- Love Squirts 2 (2010)
- Maximum Climax (2010)
- Pandora's XXX Toy Box (2010)
- School's Out (2010)
- Slutty & Sluttier 11 (2010)
- Sweet Young Things 4 (2010)
- The Big Lebowski: A XXX Parody (2010)
- Tori, Tarra & Bobbi Love Rocco (2010)
- Wet Sweaty Boobs (2010)
- Private Gold 104: Crime Sex Investigation (2009)